# Test néonatal du buvard

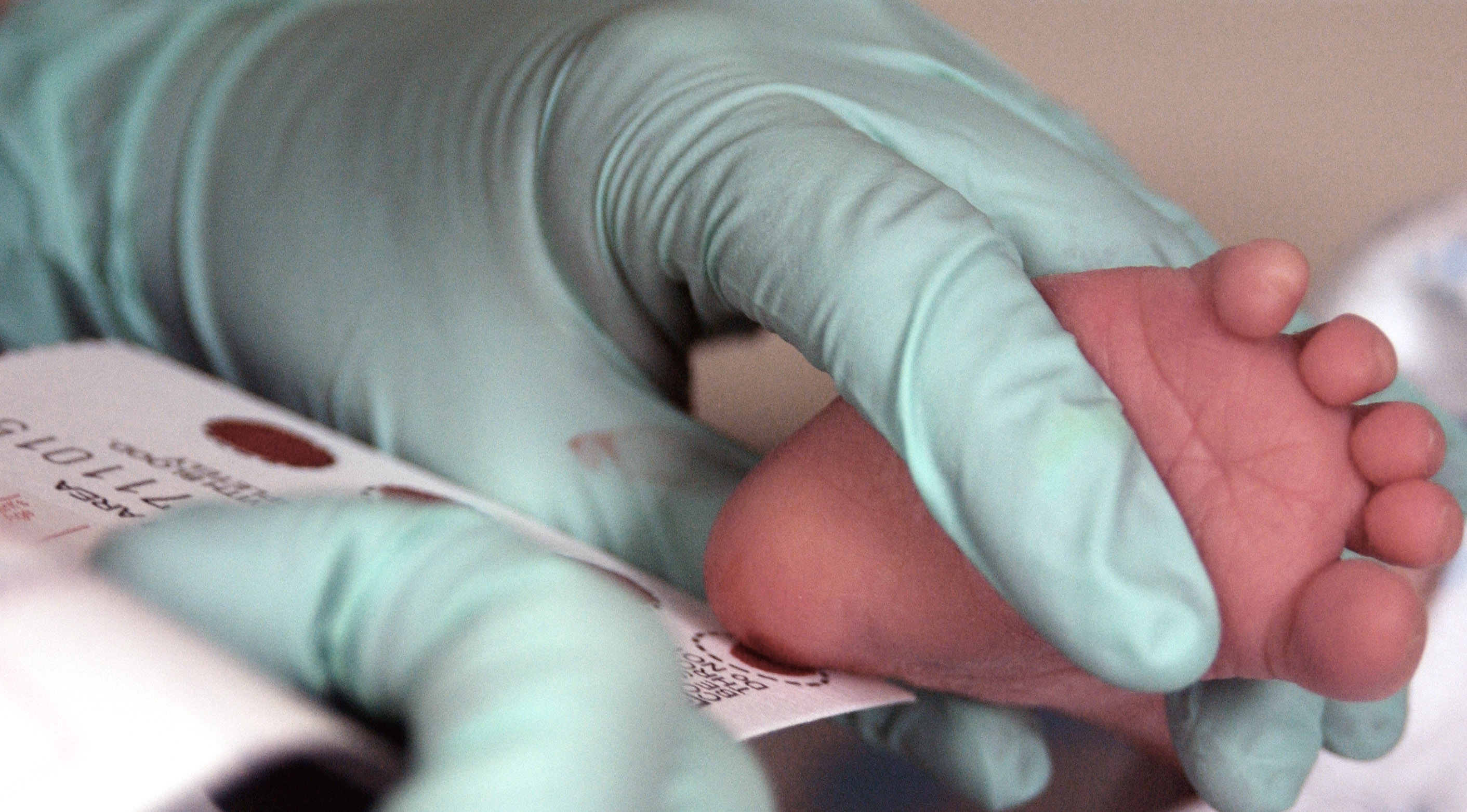
Test de Guthrie sur un nouveau-né de 3 jours permettant de détecter une phénylcétonurie.

Le test néonatal du buvard est un test réalisé systématiquement quelques jours après la naissance pour dépister certaines maladies graves. 
Le test d'inhibition bactérienne de Guthrie (ou simplement, test de Guthrie) est une méthode de dépistage de la phénylcétonurie portant le nom de son créateur, le médecin Robert Guthrie et qui repose sur une mesure de la concentration sanguine en phénylalanine. 
Dans de nombreux pays, le test de Guthrie est associé à d'autres dépistages néonataux réalisés chez tous les nouveau-nés afin de détecter six maladies génétiques nécessitant une prise en charge particulière de l'enfant: la phénylcétonurie, l'hypothyroïdie congénitale, l'hyperplasie congénitale des surrénales, le déficit en acyl-CoA déshydrogénase des acides gras à chaînes moyennes (MCAD) qui est intégré au programme depuis décembre 2020, la mucoviscidose et pour les populations à risque la drépanocytose. Il est donc abusif de parler de test de Guthrie pour parler de ce test de dépistage de plusieurs maladies. 

## Le principe des dépistages néonataux associés au test de Guthrie
Toutes les maladies sous citées seront dépistées par le test de Guthrie en utilisant seulement une goutte de sang,. Initialement, la mesure semi quantitative du taux de l'acide aminé phénylalanine dans le sang utilisait la croissance de colonies de bactéries mises en présence d'un échantillon du sang à tester et d'un inhibiteur de croissance bactérienne. Cette technique astucieuse développée par Dr Guthrie dans les années 1960 a été remplacée depuis par d'autres techniques de quantification comme la spectrométrie de masse en tandem,.
- La phénylcétonurie : le test de Guthrie permet de suspecter la phénylcétonurie si le taux de phénylalanine est augmenté.
- La mucoviscidose dépistée grâce à la présence augmentée de trypsine dans la goutte de sang, une enzyme pancréatique normalement totalement absente du sang.
- La drépanocytose dépistée grâce à une électrophorèse de l'hémoglobine de la goutte de sang qui montrera la présence d'une hémoglobine S.
- L'hypothyroïdie congénitale dépistée grâce à un taux de TSH élevé dans la goutte de sang. Ce qui explique que les hypothyroïdies centrales ne sont pas dépistées.
- L'hyperplasie congénitale des surrénales dépistée grâce à un taux élevé de 17-hydroxyprogestérone (un précurseur de l'androstènedione qui est augmenté lors de l'hyperplasie congénitale des surrénales).
- Le déficit en acyl-coenzyme A déshydrogénase des acides gras à chaîne moyenne (déficit en MCAD ou MCADD) est recommandé par la Haute Autorité de Santé en France depuis juin 2011[5],[6]. La MCAD est une enzyme importante qui permet d'utiliser les acides gras pour en faire de l'énergie (bêta oxydation des acides gras) ce qui permet aux mitochondries du foies de continuer à produire de l'énergie disponible pour le métabolisme, même après l'épuisement des réserves de glycogène (lors d'une période de jeûne ou de dépense métabolique intense)[7]. Le dépistage consiste à quantifier dans la même goutte de sang le taux d'octanoyl-L-carnitine (C8), un acide gras particulièrement augmenté lors du déficit en MCAD, car il est libéré des stocks des cellules (avec beaucoup d'autres acides gras) et n'est pas dégradé par les MCAD du foie.

## Procédure du test
Effectué entre la 72e et la 96e heure de vie, le test néonatal de Guthrie se fait par prélèvement de  quelques gouttes de sang au niveau du dos de la main de l'enfant ou par prélèvement au niveau du talon. Ces gouttes de sang sont ensuite déposées sur une plaquette de papier-filtre et envoyées dans un laboratoire afin de dépister certaines maladies : la mucoviscidose, la phénylcétonurie, la drépanocytose, la galactosémie congénitale, l’hypothyroïdie congénitale et l’hyperplasie congénitale des surrénales.

## Extension du test
Dans un communiqué du 3 février 2020, la Haute Autorité de Santé (HAS) préconise d’y tester sept maladies supplémentaires : la leucinose (MSUD), l’homocystinurie (HCY), la tyrosinémie de type 1 (TYR-1), l’acidurie glutarique de type 1 (GA-1), l’acidurie isovalérique (IVA), le déficit en déshydrogénase des hydroxyacyl-CoA de chaîne longue (LCHAD), et le déficit en captation de carnitine (CUD). Ce sont des maladies rares, héréditaires et graves qui, si elles ne sont pas prises en charge très tôt, peuvent entraîner le décès. Elles nécessitent l’adoption d' «un régime alimentaire adapté incluant des supplémentations».
En février 2022, la Haute Autorité de Santé recommande le dépistage néonatal des déficits immunitaires combinés sévères (DICS).